# Escàndol del futbol italià de 2006
L'escàndol del futbol italià de 2006 ha estat el tercer gran escàndol (després del de 1980, denominat Calcioscomesse, i aquell de 1986, denominat Secondo Calcioscomesse o Calcioscomesse 2) i el més greu. Denominat irònicament Calciopoli per la premsa, també ha rebut altres noms com Calciocaos o fins i tot Moggipoli (el diari La Gazzetta dello Sport l'ha denominat Sistema Moggi). En ell, estaven involucrats equips com la Juventus, el Milan, la Fiorentina i la Lazio. Van ser també acusats, encara que no tan fortament com els abans mencionats la Reggina i l'Arezzo.
L'acusació principal és de "fer esport il·legal", en qualitat de corrupció d'àrbitres perquè afavorissin a uns equips determinats.

## Acusacions
Les acusacions als múltiples imputats pel cas, entre els quals es troben Luciano Moggi i Antonio Giraudo de la Juventus, el president de la Fiorentina Diego Della Valle i de la Lazio Claudio Lotito, i també el responsable dels àrbitres del Milan Leonardi Meani, i àrbitres com Massimo De Santis, Paolo Dondarini, Paolo Bertini, Domenico Messina, Gianluca Rocchi, Paolo Tagliavento i Pasquale Rodomonti). Durant el judici esportiu, hi havia en total 22 acusats pertanyents al món del futbol.

## Sentències
Les sancions imposades a cada individu foren:
- Franco Carraro: Multa de 80.000 €.
- Massimo De Santis: 4 anys d'inhabilitació.
- Paolo Dondarini: Absolució.
- Pasquale Foti: 2 anys i mig d'inhabilitació i una multa de 30.000 €.[2]
- Adriano Galliani: 5 mesos d'inhabilitació.
- Antonio Giraudo: 5 anys d'inhabilitació, una multa de 20.000 €, i una recomanació al president de la FIGC per a la seva inhabilitació de per vida com a membre de la FIGC a qualsevol nivell.
- Pietro Ingargiola: Amonestació.
- Tullio Lanese: 2 anys i mig d'inhabilitació.
- Claudio Lotito: 2 anys i mig d'inhabilitació.
- Gennaro Mazzei: 1 any d'inhabilitació.
- Innocenzo Mazzini: 5 anys d'inhabilitació.
- Leonardo Meani: 2 anys i mig d'inhabilitació.
- Luciano Moggi: 5 anys d'inhabilitació i una recomanació al president de la FIGC per a la seva inhabilitació de per vida com a membre de la FIGC a qualsevol nivell.
- Pierluigi Pairetto: 3 anys i mig d'inhabilitació.
- Gianluca Paparesta: 3 mesos d'inhabilitació.
- Claudio Puglisi: 3 mesos d'inhabilitació.
- Fabrizio Babini: 1 any d'inhabilitació.
- Andrea Della Valle: 3 anys d'inhabilitació.
- Diego Della Valle: 3 anys i 9 mesos d'inhabilitació.